# Историческая география
Истори́ческая геогра́фия — историческая дисциплина, изучающая историю через «призму» географии; также это и география какой-либо территории на определённом историческом этапе её развития. Самой сложной частью задачи исторической географии является показ экономической географии изучаемой территории — установление уровня развития производительных сил, их размещение.

## Предмет и методы
В широком смысле историческая география — это раздел истории, имеющий целью изучение географической территории и её населения. В узком смысле она занимается изучением топографической стороны событий и явлений: «определение границ государства и его областей, населённых мест, путей сообщения и пр.»
Источниками для исторической географии России служат:
- летописи
- исторические акты (духовные завещания великих князей, уставные грамоты, межевые документы и т. п.)
- писцовые, дозорные, переписные, ревизские книги
- Записи путешественников-иностранцев: Герберштейна (Записки о Московии), Флетчера (Of the Russe Common Wealth Архивная копия от 26 ноября 2015 на Wayback Machine), Олеария (Описание путешествия Голштинского посольства в Московию и Персию), Павла Алеппского (в 1654 г.), Мейерберга (в 1661 г.), Рейтенфельса (Сказания светлейшему герцогу Тосканскому Козьме Третьему о Московии)
- археология, филология и география.

## Структура
На данный момент выделяется 8 секторов исторической географии:
1. историческая физическая география (историческое землеведение) — самая консервативная отрасль, изучает изменения ландшафта;
2. историческая политическая география — изучает изменения политической карты, государственного строя, маршруты завоевательных походов;
3. историческая география населения — изучает этнографические и географические особенности распределения населения на территориях;
4. историческая социальная география — изучает взаимоотношения общества, смену социальных слоёв;
5. историческая культурная география — изучает духовную и материальную культуру;
6. историческая география взаимодействия общества и природы — прямое (влияние человека на природу) и обратное (природы на человека);
7. историческая экономическая география — изучает развитие производства, промышленные революции;
8. историко-географическое страноведение.

## Журналы
- Вестник исторической географии